# 利莫内
利莫内（法語：Limonest，法語發音：[limɔnɛ]）是法国里昂大都会的一个市镇，属于里昂区。

## 地理
利莫内（45°50'13"N, 4°46'19"E）面积8.39 平方千米，位于法国奥弗涅-罗讷-阿尔卑斯大区里昂大都会，后者为法国的一个特殊地位集体，自2015年脱离罗讷省成立，位于法国中东部，中心城市为里昂。
与利莫内接壤的市镇（或旧市镇、城区）包括：沙斯莱、波莱米约欧蒙多尔、圣迪迪耶欧蒙多尔、香槟欧蒙多尔、达尔迪伊、利雪。
利莫内的时区为UTC+01:00、UTC+02:00（夏令时）。

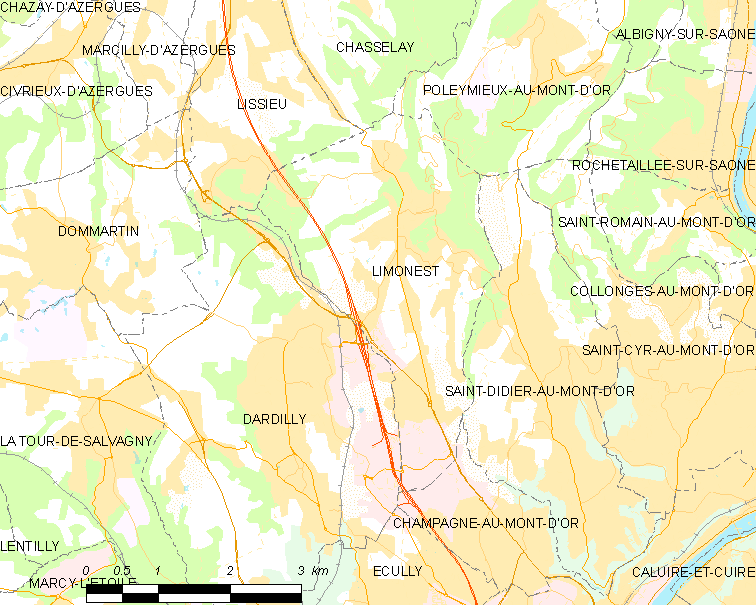
利莫内的OSM定位图

## 行政
利莫内的邮政编码为69760，INSEE市镇编码为69116。

## 政治
利莫内的现任市长为马克斯·樊尚（Max Vincent）先生，任期为2020-2026年。

## 人口

1962-2008年间利莫内人口变化图示

利莫内于2022年1月1日时的人口数量为3933人。